# Bayerisch Gmain
Bayerisch Gmain település Németországban, azon belül Bajorországban. Lakosainak száma 3202 fő (2023. december 31.).

## Fekvése
Freilassingtől délnyugatra, az osztrák határon fekszik. Bayerisch Gmain Bad Reichenhall, Bischofswiesen és Schneizlreuth községekkel határos.

## Története
Gmain és környéke a bronzkor óta lakott helynek számít, a római korban Mona néven ismerték. Nevét az írásos forrásokban 712-ben említették először. Függetlenül az államhatártól, amely már 1300 előtt is bajor és salzburgi felére osztotta a szétszórtan fekvő tanyákat, a faluközösséget a lakosság mindig egységként értelmezte. Bayerisch Gmain és Großgmain állami különválása azonban csak 1816-tól nyert igazi jelentőséget.
1905. december 1-jén a feloszlatott Sankt Zeno község egy részét beolvasztják. 1926. november 10-én Gmain települést átkeresztelték jelenlegi nevére. Amikor 2010. január 1-jével a Bischofswiesener Forst területét feloszlatták, e terület egy része Bayerisch Gmain településhez került. 

## Népesség
A település népessége az elmúlt években az alábbi módon változott:
| Lakosok száma | 355  | 2248 | 2547 | 3037 | 2989 | 3045 | 3050 | 3100 | 3083 | 3202 |
|               | 1875 | 1950 | 1975 | 2010 | 2012 | 2014 | 2016 | 2018 | 2021 | 2023 |

## Galéria

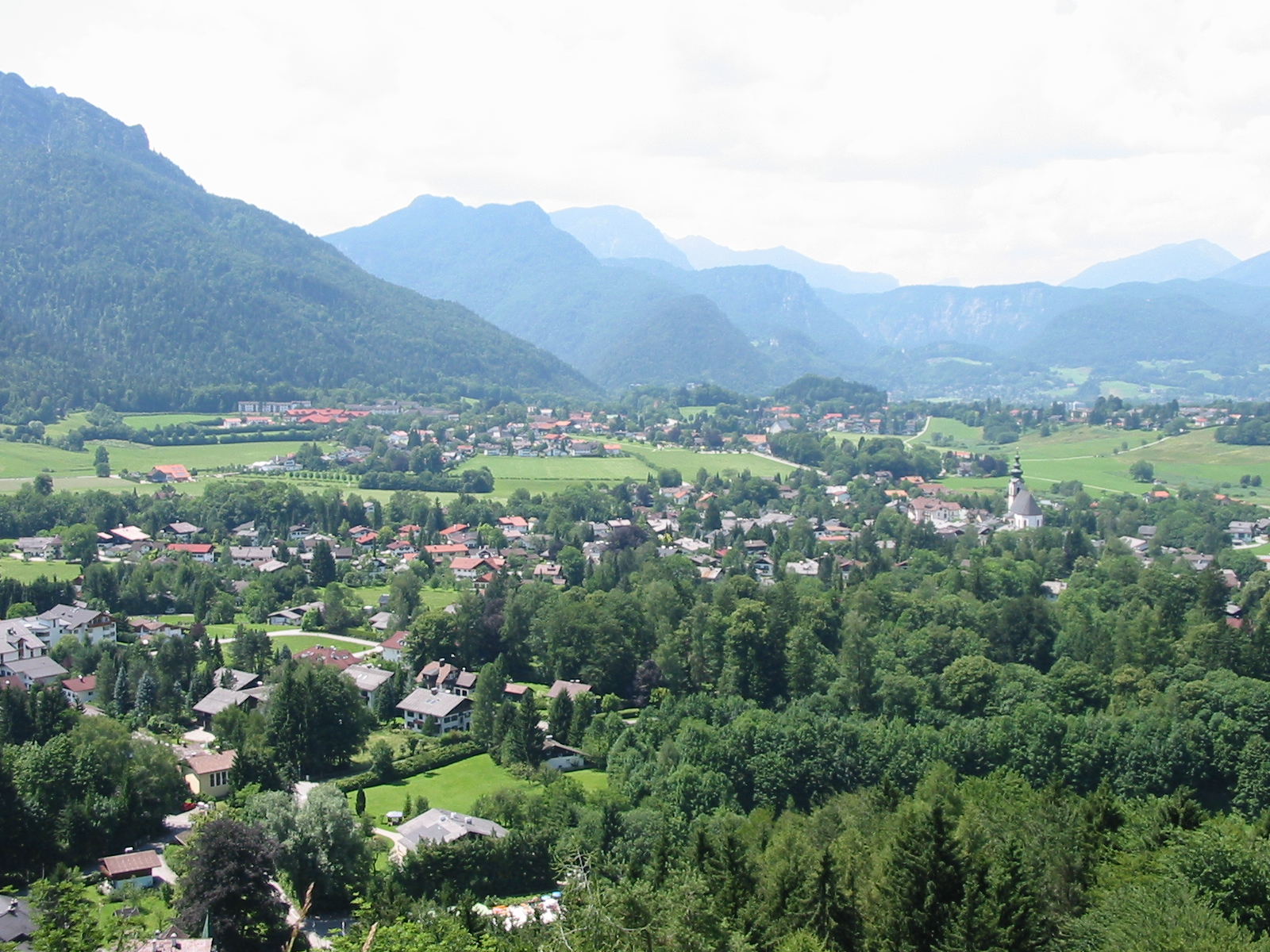
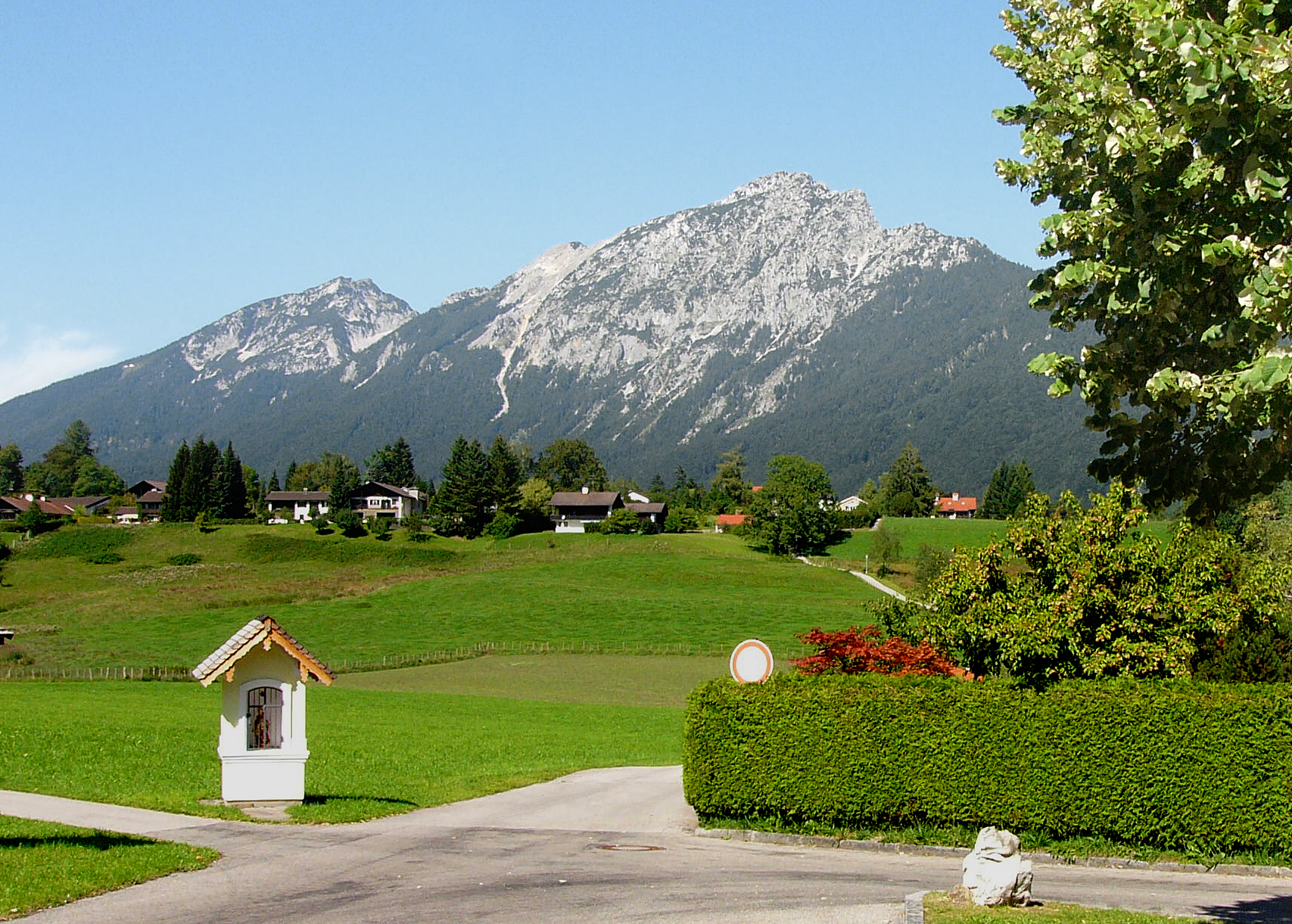
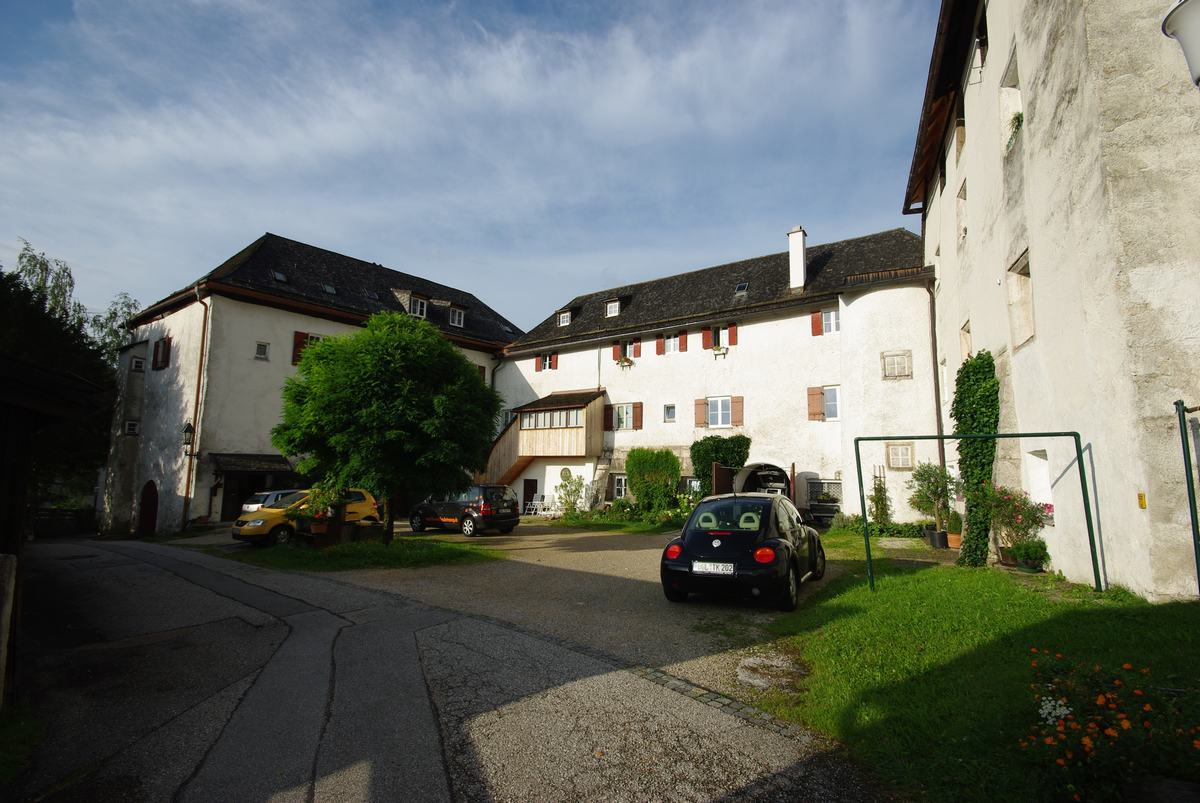
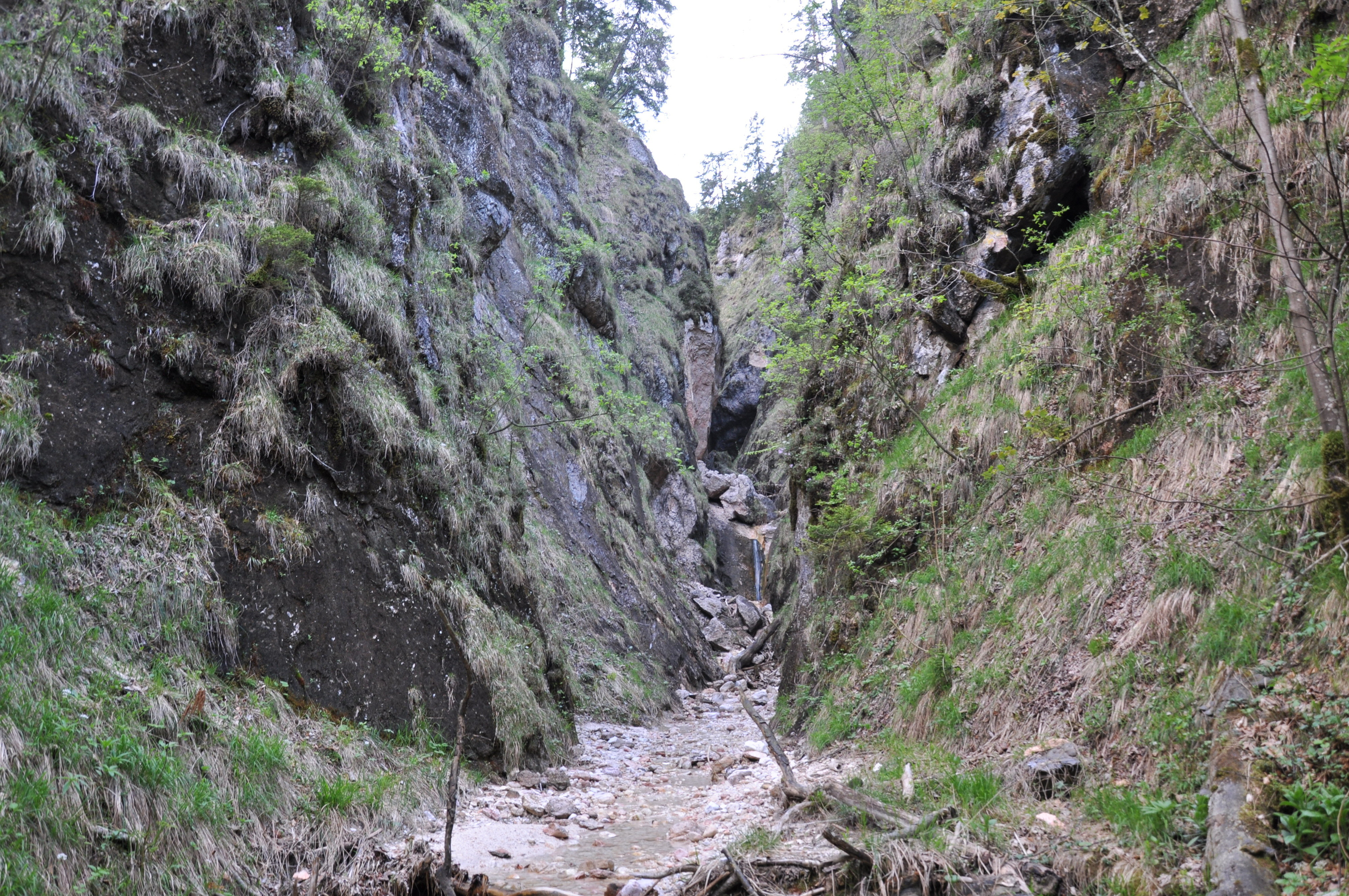